# Баштечківська сільська рада
Баште́чківська сільська́ ра́да — адміністративно-територіальна одиниця та орган місцевого самоврядування в Жашківському районі Черкаської області. Адміністративний центр — село Баштечки.

## Загальні відомості
- Населення ради: 866 осіб (станом на 2001 рік)

## Населені пункти
Сільській раді були підпорядковані населені пункти:
- с. Баштечки

## Склад ради
Рада складалася з 14 депутатів та голови.
- Голова ради: Дуплій Станіслав Петрович
- Секретар ради: Примак Валентина Іванівна

### Керівний склад попередніх скликань
| Прізвище, ім'я, по батькові | Основні відомості                                                         | Дата обрання | Дата звільнення |
| --------------------------- | ------------------------------------------------------------------------- | ------------ | --------------- |
| Бугайчук Василь Якович      | Сільський голова, 1948 року народження, член Комуністичної партії України | 26.03.2006   | 31.10.2010      |
| Дуплій Станіслав Петрович   | Сільський голова, 1964 року народження, освіта вища, безпартійний         | 31.10.2010   |                 |

Примітка: таблиця складена за даними сайту Верховної Ради України

### Депутати
За результатами місцевих виборів 2010 року депутатами ради стали:

#### За суб'єктами висування
| Суб'єкт висування           | Кількість обраних депутатів | %    |
| --------------------------- | --------------------------- | ---- |
| Комуністична партія України | 9                           | 64,3 |
| Партія регіонів             | 4                           | 28,6 |
| Самовисування               | 1                           | 7,1  |

#### За округами
| № округу                    | Прізвище, ім'я, по батькові    | Дата визнання обраним | Освіта             | Партійна приналежність            | Відомості про обраного депутата                                                            |
| --------------------------- | ------------------------------ | --------------------- | ------------------ | --------------------------------- | ------------------------------------------------------------------------------------------ |
| Комуністична партія України |                                |                       |                    |                                   |                                                                                            |
| 1                           | Куник Ігор Петрович            | 02.11.2010            | вища               | член Комуністичної партії України | Фермерське господарство «Баштечків сад», голова                                            |
| 2                           | Паламарчук Таїса Миколаївна    | 02.11.2010            | середня            | позапартійна                      | Сільська бібліотека — філіал, бібліотекар                                                  |
| 3                           | Примак Валентина Іванівна      | 02.11.2010            | середня            | член Комуністичної партії України | Сільська рада, секретар                                                                    |
| 4                           | Яновський Юрій Миколайович     | 02.11.2010            | середня            | член Комуністичної партії України | ТОВ «Сузір'я», головний енергетик                                                          |
| 8                           | Степанюк Олена Полікарпівна    | 02.11.2010            | середня спеціальна | член Комуністичної партії України | Баштечківська загальноосвітня школа I-III ст., кухар                                       |
| 10                          | Бродацька Надія Миколаївна     | 02.11.2010            | середня            | член Комуністичної партії України | Сільський Будинок культури, техпрацівниця                                                  |
| 11                          | Степанюк Ольга Миколаївна      | 02.11.2010            | середня            | член Комуністичної партії України | Баштечківська сільська рада, касир                                                         |
| 12                          | Співак Сергій Петрович         | 02.11.2010            | вища               | позапартійний                     | Баштечківська медична амбулаторія загальної практики сімейної медицини, лікар — стоматолог |
| 13                          | Літьонкіна Світлана Миколаївна | 02.11.2010            | середня            | член Комуністичної партії України | ТОВ"Золоте курча", пташниця                                                                |
| Партія регіонів             |                                |                       |                    |                                   |                                                                                            |
| 6                           | Паламарчук Ігор Михайлович     | 02.11.2010            | середня            | позапартійний                     | ТОВ «Сузір'я», водій                                                                       |
| 7                           | Бугайчук Наталія Вікторівна    | 02.11.2010            | середня            | позапартійна                      | Дитячий навчальний заклад «Сонечко», завідувачка                                           |
| 9                           | Коваль Юрій Степанович         | 02.11.2010            | середня            | позапартійний                     | ТОВ «Інтерагроінвест», завідувач складу                                                    |
| 14                          | Безугла Лариса Петрівна        | 02.11.2010            | середня            | позапартійна                      | Філія ощадного банку, касир                                                                |
| Самовисування               |                                |                       |                    |                                   |                                                                                            |
| 5                           | Ковальський Петро Несторович   | 02.11.2010            | вища               | позапартійний                     | Жашківська дитячо-юнацька спортивна школа, тренер-викладач                                 |